# UFC Fight Night: Barnett vs. Nelson
UFC Fight Night: Barnett vs. Nelson（ユーエフシー・ファイトナイト：バーネット・バーサス・ネルソン、別名UFC Fight Night 75）は、アメリカ合衆国の総合格闘技団体「UFC」の大会の一つ。2015年9月27日、埼玉県さいたま市のさいたまスーパーアリーナで開催された。

## 大会概要
本大会ではRoad to UFC: Japan決勝とジョシュ・バーネットとロイ・ネルソンによるコーチ対決が組まれた。
読売巨人軍のマイルズ・マイコラス夫人がラウンドガールに起用された。

### カード変更
負傷などによるカードの変更は以下の通り。
- 国本起一 → 中村K太郎（第4試合）

- ホアン・"ジュカオン"・カルネイロ → ユライア・ホール（第9試合）

- 山本"KID"徳郁 vs. マット・ホーバー → 両者の負傷により中止

## 試合結果

### プレリミナリーカード
第1試合 ウェルター級ワンマッチ 5分3R
○  安西信昌 vs.  ロジャー・ザパタ ×
3R 0:47 TKO（左手の負傷）
第2試合 ライト級ワンマッチ 5分3R
○  ケイジャン・ジョンソン vs.  小谷直之 ×
3R終了 判定3-0（29-28、29-28、30-27）
第3試合 ライト級ワンマッチ 5分3R
○  ニック・ハイン vs.  粕谷優介 ×
3R終了 判定3-0（30-27、29-28、29-28）
第4試合 ウェルター級ワンマッチ 5分3R
○  中村K太郎 vs.  リー・ジンリャン ×
3R 2:17 TKO（リアネイキドチョーク）

### メインカード
第5試合 Road to UFC: Japan フェザー級 決勝 5分3R
△  廣田瑞人 vs.  石原夜叉坊 △
3R終了 判定1-1（29-28、28-29、29-29）
第6試合 フェザー級ワンマッチ 5分3R
○  ディエゴ・ブランダオン vs.  菊野克紀 ×
1R 0:28 TKO（パウンド）
第7試合 バンタム級ワンマッチ 5分3R
○  水垣偉弥 vs.  ジョージ・ループ ×
3R終了 判定3-0（29-28、29-28、29-28）
第8試合 フライ級ワンマッチ 5分3R
○  堀口恭司 vs.  チコ・ケイミュス ×
3R終了 判定3-0（30-27、30-27、30-27）
第9試合 ミドル級ワンマッチ 5分3R
○  ユライア・ホール vs.  ゲガール・ムサシ ×
2R 0:25 TKO（右跳び膝蹴り→パウンド）
第10試合 ヘビー級ワンマッチ 5分5R
○  ジョシュ・バーネット vs.  ロイ・ネルソン ×
5R終了 判定3-0（48-47、48-47、50-45）

### 各賞
ファイト・オブ・ザ・ナイト： 該当者なし
パフォーマンス・オブ・ザ・ナイト： ジョシュ・バーネット、ユライア・ホール、ディエゴ・ブランダオン、中村K太郎
各選手にはボーナスとして5万ドルが支給された。